# Martin Mulligan
Pour les articles homonymes, voir Mulligan.
 Martin Mulligan est un joueur australien de tennis, né le 18 octobre 1940 à Marrickville.

## Sa carrière Amateur
Il fait ses débuts sur le circuit amateur en 1958. Il remporte son premier tournoi en 1959 à Sydney contre son compatriote Bob Hewitt au moment de fêter ses 19 ans.
Martin Mulligan a souvent été oublié des tablettes des grands joueurs de tennis. Peut-être à cause du fait de ne pas avoir remporté de tournoi de Grand Chelem. Il parvient une seule fois en finale d'un tournoi majeur, à Wimbledon en 1962. Malheureusement pour lui, il rencontre alors un Rod Laver en pleine ascension et pratiquement imbattable (celui-ci remporte en effet les quatre titres majeurs cette année-là). Cette finale de Wimbledon fut pour Mulligan un véritable cauchemar, comme le score en atteste : 6-2, 6-2, 6-1.

Il a malgré cela un palmarès fort de nombreux titres dans les autres tournois. Sa surface de prédilection est la terre battue. Sur celle-ci, il remporte un grand nombre de finales contre des joueurs de grande classe : Manuel Santana, Ion Țiriac, Adriano Panatta, Nicola Pietrangeli. Les tournois sur herbe ou sur dur lui conviennent également. Il finit sa carrière amateur en 1967, qui sera pour lui une année inoubliable. En effet, il sortira vainqueur de 17 finales sur 20 jouées.

## L'ère Open
Cette période ne lui rapportera pas autant de titres que sa carrière amateur. Il ne gagnera que 20 tournois, principalement sur terre battue. Le dernier en 1973 à Aix-en-Provence contre l'Argentin Julian Ganzabal. Concernant les tournois du Grand Chelem, un seul quart de finale à Roland-Garros en 1970 est à créditer à son compte. Ce sera pour lui un éternel regret de ne pas avoir remporté de titre majeur.

## Titres de Martin Mulligan en simple (1959-1973): 71
- (Voir Records de titres au tennis pour les joueurs les plus titrés de l'histoire).
- (Abréviation concernant les surfaces : Tb : Terre battue, He : Herbe, D : Dur, D (i) : Dur indoor, M : Moquette, B : Bois).

### Titres Amateurs (1959-1968): 51
|    | A.   | Date           | Nom et lieu du tournoi                          | S. | Finaliste               | Score                        |
| -- | ---- | -------------- | ----------------------------------------------- | -- | ----------------------- | ---------------------------- |
| 1  | 1959 | 12-17 octobre  | Sydney Metropolitan (Australie)                 | He | Bob Hewitt              | 6-4, 3-6, 6-3                |
| 2  | 1960 | janvier        | Hobart Tasmanian Championships (Tasmanie)       | He | ?                       | ?                            |
| 3  | 1960 | 1-8 mai        | Canterbury Australian Hard Court (Australie)    | Tb | Bob Hewitt              | 6-1, 6-2, 4-6, 6-4           |
| 4  | 1961 | 29 mai-3 juin  | Surbiton Surrey Championships (Angleterre)      | He | Warren Jacques          | 9-7, 6-2                     |
| 5  | 1962 | 1-6 mars       | Cannes Galia Championships (France)             | ?  | Barry Phillips-Moore    | 6-4, 1-6, 8-6                |
| 6  | 1962 | 2-7 avril      | Roehampton Wandswotrh Hard Court (Angleterre)   | Tb | James Tattersall        | 6-4, 6-3                     |
| 7  | 1962 | 8-14 avril     | Hampstead Championships (Angleterre)            | Tb | Warren Jacques          | 6-4, 6-4                     |
| 8  | 1962 | 28 mai-2 juin  | Surbiton Surrey Championships (Angleterre)      | He | Mark Otway              | 6-3, 6-4                     |
| 9  | 1962 | 20-26 août     | Vigo Galicia Championships (Espagne)            | Tb | Manuel Santana          | 6-4, 7-9, 6-0, 1-6, 6-4      |
| 10 | 1963 | 1-6 janvier    | Sydney (Manly) Seaside (Australie)              | He | Mark Cox                | 6-2, 6-2                     |
| 11 | 1963 | 26-30 janvier  | Hobart Tasmanian Championships (Tasmanie)       | He | John Newcombe           | 7-5, 6-2                     |
| 12 | 1963 | 7-14 mai       | Rome Italian Championships (Italie)             | Tb | Boro Jovanović          | 6-2, 4-6, 6-3, 8-6           |
| 13 | 1963 | 5-11 août      | Hambourg German Championships (Allemagne)       | Tb | Bob Hewitt              | 6-0, 0-6, 8-6, 6-2           |
| 14 | 1963 | 12-18 août     | Viareggio Tuscany International (Italie)        | Tb | Carlos Fernandes        | 6-4, 3-6, 1-6, 6-4, 6-4      |
| 15 | 1964 | janvier        | Hobart Tasmanian Championships (Tasmanie)       | He | ?                       | ?                            |
| 16 | 1964 | 19-26 janvier  | Hobart Australian Hard Court (Tasmanie)         | Tb | Fred Stolle             | 6-4, 6-4, 8-6                |
| 17 | 1964 | 25 fév-1ermars | Tamworth N.S.W. Hard Court (Australie)          | Tb | Fred Stolle             | 6-3, 6-3                     |
| 18 | 1964 | 16-22 mars     | Alexandrie International of Egypt (Égypte)      | Tb | Jan-Erik Lundqvist      | 8-10, 6-3, 6-0               |
| 19 | 1964 | 23-29 mars     | Monte-Carlo Championships (Monaco)              | Tb | Jan-Erik Lundqvist      | 6-4, 6-4                     |
| 20 | 1964 | 1-7 juin       | Casablanca Morocco Championships (Maroc)        | Tb | István Gulyás           | 6-4, 6-2, 6-3                |
| 21 | 1964 | 21-27 sep.     | Tel Aviv International Championships (Israël)   | ?  | Eleazar Davidman        | 6-4, 6-4, 6-1                |
| 22 | 1965 | 5-11 avril     | Palerme Sicily Championships (Italie)           | Tb | Bill Alvarez            | 6-1, 6-1, 6-2                |
| 23 | 1965 | 12-18 avril    | Catane Championships (Italie)                   | Tb | Giuseppe Merlo          | 6-2, 6-3, 6-1                |
| 24 | 1965 | 19-25 avril    | Naples Napoli Championships (Italie)            | Tb | Nicola Pietrangeli      | 6-4, 6-3, 6-3                |
| 25 | 1965 | 4-11 mai       | Rome Italian Championships (Italie)             | Tb | Manuel Santana          | 1-6, 6-4, 6-3, 6-1           |
| 26 | 1965 | 5-11 juillet   | Düsseldorf International (Allemagne)            | Tb | Ingo Buding             | 6-4, 6-3                     |
| 27 | 1965 | 23-29 août     | Saint-Sébastien International (Espagne)         | Tb | Juan Gisbert            | 10-8, 6-2, 6-3               |
| 28 | 1965 | 6-12 sep.      | Fribourg Swiss International (Suisse)           | ?  | Boro Jovanović          | 7-5, 4-6, 6-3                |
| 29 | 1966 | 3-9 janvier    | East London Championships (Afrique du Sud)      | D  | Cliff Drysdale          | 6-4, 8-6                     |
| 30 | 1966 | 21-27 février  | Naples Napoli Championships (Italie)            | Tb | Nicola Pietrangeli      | 6-3, 4-6, 7-5                |
| 31 | 1966 | 7-13 mars      | Barranquilla Colombia International (Colombie)  | Tb | François Jauffret       | 9-11, 6-2, 7-5, 2-6, 12-10   |
| 32 | 1966 | 12-17 avril    | Houston River Oaks (États-Unis)                 | Tb | Nikola Pilić            | 6-2, 3-6, 6-4, 0-6, 4-5, ab. |
| 33 | 1966 | 4-10 juillet   | Düsseldorf International (Allemagne)            | Tb | Wilhelm Bungert         | 1-6, 6-3, 6-4, 4-6, 6-4      |
| 34 | 1966 | 28 avril-2 mai | Buenos Aires River Plate (Argentine)            | Tb | Rafael Osuna            | 6-2, 7-5, 6-3                |
| 35 | 1967 | 1-7 janvier    | Port Elizabeth Eastern Cape (Afrique du Sud)    | D  | Bob Hewitt              | 6-4, 6-4, 6-4                |
| 36 | 1967 | 15-21 janvier  | Bloemfontein Free State (Afrique du Sud)        | D  | Bob Hewitt              | 6-3, 3-6, 8-6                |
| 37 | 1967 | 28 fév-5 mars  | Naples Napoli Championships (Italie)            | Tb | Nicola Pietrangeli      | 6-2, 6-0                     |
| 38 | 1967 | 13-19 mars     | Capri Campanie Championships (Italie)           | Tb | Wiesław Gąsiorek        | 7-5, 6-3, 6-3                |
| 39 | 1967 | 17-23 avril    | Catane Championships (Italie)                   | Tb | Nicola Pietrangeli      | 3-6, 6-1, 6-1                |
| 40 | 1967 | 11-17 mai      | Rome Italian Championships (Italie)             | Tb | Tony Roche              | 6-3, 0-6, 6-4, 6-1           |
| 41 | 1967 | 1-4 juin       | Helsinki Scandinavian Championships (Finlande)  | ?  | Ramanathan Krishnan     | 6-0, 8-6                     |
| 42 | 1967 | 5-11 juin      | Stockholm International (Suède)                 | ?  | Jan-Erik Lundqvist      | 6-0, 6-2                     |
| 43 | 1967 | 12-18 juin     | Barcelone Conde de Godo (Espagne)               | Tb | Rafael Osuna            | 5-7, 7-5, 6-4, 6-3           |
| 44 | 1967 | 10-16 juillet  | Båstad Swedish International Hard Court (Suède) | Tb | Jan-Erik Lundqvist      | 6-3, 3-6, 4-6, 6-4, 6-1      |
| 45 | 1967 | 25-30 juillet  | Båstad Champions Cup (Suède)                    | Tb | Okker/Lundqvist/Emerson | 3 victoires de Poule         |
| 46 | 1967 | 7-13 août      | Munich Bavarian Championships (Allemagne)       | Tb | Wilhelm Bungert         | 6-4, 3-6, 6-4, 6-4           |
| 47 | 1967 | 14-20 août     | Kitzbühel Alpenland Championships (Autriche)    | Tb | Wilhelm Bungert         | 6-2, 6-2, 2-6, 6-4           |
| 48 | 1967 | 11-17 sep.     | Saint-Sébastien International (Espagne)         | Tb | Juan Couder             | 4-6, 2-6, 6-1, 6-1, 6-1      |
| 49 | 1967 | 18-24 sep.     | Oviedo Asturias Championships (Espagne)         | Tb | Juan Couder             | 4-6, 6-4, 6-1, 6-0           |
| 50 | 1967 | 25 sep-1eroct. | Madrid Championships (Espagne)                  | Tb | Manuel Santana          | 7-5, 6-3, 2-6, 12-10         |
| 51 | 1968 | 8-14 avril     | Catane Championships (Italie)                   | Tb | Ion Țiriac              | 8-6, 6-4, 6-2                |

### Titres pendant l'ère Open (1968-1973): 20
|    | A.   | Date              | Nom et lieu du tournoi                            | S.   | Finaliste          | Score                     |
| -- | ---- | ----------------- | ------------------------------------------------- | ---- | ------------------ | ------------------------- |
| 1  | 1968 | 25 avril-1ermai   | Naples Napoli Championships (Italie)              | Tb   | Nicola Pietrangeli | 6-1, 6-2, 6-2             |
| 2  | 1968 | 17-23 juin        | Barcelone Spanish Championshups (Espagne)         | Tb   | Ingo Buding        | 6-0, 6-1, 6-0             |
| 3  | 1968 | 9-15 juillet      | Båstad Swedish Championships (Suède)              | Tb   | Ion Țiriac         | 8-6, 6-4, 6-4             |
| 4  | 1968 | 29 juillet-4 août | Munich Bavarian Championships (Allemagne)         | Tb   | Ion Țiriac         | 6-3, 3-6, 7-5, 6-3        |
| 5  | 1968 | 5-11 août         | Senigallia Marche Championships (Italie)          | Tb   | Ion Țiriac         | 6-4, 6-3, 6-2             |
| 6  | 1968 | 12-18 août        | Kitzbühel Alpenland Championships (Autriche)      | Tb   | Wilhelm Bungert    | 6-2, 6-2, 6-3             |
| 7  | 1969 | 24-30 mars        | Rome Parioli Championships (Italie)               | TB   | Ion Tiriac         | 6-4, 6-4, 6-2             |
| 8  | 1969 | 31 mars-6 avril   | Reggio de Calabre Calabria Championships (Italie) | Tb   | Ion Țiriac         | 6-2, 4-6, 6-3, 6-1        |
| 9  | 1969 | juin              | Copenhague Danish Championships (Danemark)        | ?    | Jan Leschly        | 6-4, 4-6, 9-7, 12-14, 6-1 |
| 10 | 1969 | 28 juillet-3 août | Bad Neuenahr Championships (Allemagne)            | Tb   | Wilhelm Bungert    | 6-3, 3-6, 13-11, 6-2      |
| 11 | 1969 | 4-10 août         | Senigallia Marche Championships (Italie)          | Tb   | Thomaz Koch        | 13-11, 6-2, 6-2           |
| 12 | 1970 | 23-29 mars        | Reggio de Calabre Calabria Championships (Italie) | Tb   | Adriano Panatta    | 8-6, 6-4, 6-4             |
| 13 | 1970 | 1-7 juin          | Saltsjöbaden Swedish International (Suède)        | ?    | Jan-Erik Lundqvist | 3-6, 4-6, 7-5, 7-5, 6-2   |
| 14 | 1970 | 2-8 novembre      | Osaka Japan Championships (Japon)                 | ?    | Jun Kuki           | 6-2, 6-3, 7-5             |
| 15 | 1971 | 1-6 juin          | Saltsjöbaden Swedish International (Suède)        | ?    | Jan-Erik Lundqvist | 6-0, 6-7, 6-2, 6-3        |
| 16 | 1971 | 6-12 septembre    | Reggio d'Émilie Championships (Italie)            | Tb   | Adriano Panatta    | 6-4, 7-6                  |
| 17 | 1972 | 26 juin-2 juillet | Fulda Hesse Championships (Allemagne)             | Tb ? | István Gulyás      | 2-6, 2-6, 7-5, 7-5, 6-3   |
| 18 | 1973 | 30 juillet-5 août | Palerme Sicily Championships (Italie)             | Tb   | Jun Kuki           | 6-0, 5-7, 6-3             |
| 19 | 1973 | 20-26 août        | Ancone Ancona Championships (Italie)              | Tb   | Vincenzo Franchiti | 6-1, 6-2                  |
| 20 | 1973 | 10-16 septembre   | Aix-en-Provence South of France Open (France)     | Tb   | Julian Ganzabal    | 5-7, 0-6, 6-2, 6-3, 6-4   |

### Finales perdues Amateurs (1960-1967): 23
|    | A.   | Date              | Nom et lieu du tournoi                           | S.   | Vainqueur             | Score                   |
| -- | ---- | ----------------- | ------------------------------------------------ | ---- | --------------------- | ----------------------- |
| 1  | 1960 | 30 mai-4 juin     | Manchester Northern Grass Court (Angleterre)     | He   | Mark Otway            | 3-6, 6-2, 7-5           |
| 2  | 1960 | 4-9 juillet       | Dublin Irish Championships (Irlande)             | He   | Dennis Ralston        | 6-3, 6-4, 7-5           |
| 3  | 1961 | 24-30 juillet     | Amsterdam Championships (Pays-Bas)               | Tb ? | Ramanathan Krishnan   | 6-2, 6-3                |
| 4  | 1962 | 17-21 avril       | Connaught Rothmans (Irlande)                     | ?    | Rod Laver             | 4-6, 6-4, 6-4           |
| 5  | 1962 | 25 juin-7 juillet | Wimbledon (Angleterre)                           | He   | Rod Laver             | 6-2, 6-2, 6-1           |
| 6  | 1963 | 22-27 avril       | Bournemouth British Hard Court (Angleterre)      | Tb   | Billy Knight          | 5-7, 6-3, 6-1, 6-2      |
| 7  | 1963 | 10-16 juin        | Beckenham Kent Championships (Angleterre)        | He   | Ken Fletcher          | 6-3, 6-2                |
| 8  | 1963 | 15-20 juillet     | Liverpool Northwest Championships (Angleterre)   | He   | Robert Howe           | 6-4, 8-6                |
| 9  | 1964 | 30 mars-5 avril   | Aix-en-Provence Championships (France)           | ?    | Pierre Darmon         | 6-4, 6-2, 6-1           |
| 10 | 1964 | 1-6 septembre     | Zagreb Croatia Championships (Yougoslavie)       | ?    | Billy Knight          | 11-9, 6-0, 6-1          |
| 11 | 1964 | 7-13 septembre    | Opatija International (Yougoslavie)              | ?    | Ion Țiriac            | 6-4, 6-4, 2-6, 6-2      |
| 12 | 1965 | 4-10 janvier      | Allahabad Uttar Pradesh Championships (Inde)     | ?    | Ramanathan Krishnan   | 6-1, 1-6, 6-4, 6-4      |
| 13 | 1965 | 15-21 mars        | Alexandrie International of Egypt (Égypte)       | Tb   | István Gulyás         | 4-6, 6-4, 6-4, 9-7      |
| 14 | 1965 | 1-6 juin          | Barcelone Conde de Godo (Espagne)                | Tb   | Juan Gisbert          | 6-4, 4-6, 6-1, 2-6, 6-2 |
| 15 | 1965 | 2-8 août          | Novare Piemonte International (Italie)           | Tb   | Nicola Pietrangeli    | 6-2, 6-3                |
| 16 | 1965 | 16-22 août        | Ortisei Championships (Italie)                   | Tb   | Nicola Pietrangeli    | 6-1, 6-4                |
| 17 | 1966 | 24-30 janvier     | Durban Natal Championships (Afrique du Sud)      | D    | Bob Hewitt            | 6-3, 6-4, 6-4           |
| 18 | 1966 | 4-10 juillet      | Düsseldorf International (Allemagne)             | Tb   | Wilhelm Bungert       | 1-6, 6-3, 6-4, 4-6, 6-4 |
| 19 | 1966 | 1-7 août          | Cortina d'Ampezzo Venetia Championships (Italie) | Tb   | José Edison Mandarino | 6-4, 2-6, 6-4, 6-2      |
| 20 | 1966 | 26-31 décembre    | East London Championships (Afrique du Sud)       | D    | Robert Maud           | 6-4, 6-4                |
| 21 | 1967 | 9-14 janvier      | Le Cap Championships (Afrique du Sud)            | D    | Nikola Pilić          | 7-5, 6-2, 6-3           |
| 22 | 1967 | 3-9 avril         | Monte-Carlo Rainier Cup (Monaco)                 | Tb   | Nicola Pietrangeli    | 6-3, 3-6, 6-3, 6-1      |
| 23 | 1967 | ?                 | Johannesburg Championships (Afrique du Sud)      | D    | Robert Maud           | 6-4, 6-4                |

### Finales perdues ère Open (1969-1972): 8
|   | A.   | Date            | Nom et lieu du tournoi                     | S. | Vainqueur          | Score                   |
| - | ---- | --------------- | ------------------------------------------ | -- | ------------------ | ----------------------- |
| 1 | 1969 | 28 avril-4 mai  | Naples Napoli Championships (Italie)       | Tb | Patricio Rodríguez | 8-6, 6-3, 0-6, 6-3      |
| 2 | 1969 | 2-8 juin        | Saltsjöbaden Swedish International (Suède) | Tb | Jan-Erik Lundqvist | 7-9, 6-2, 6-3, 4-6, 7-5 |
| 3 | 1970 | 27 avril-3 mai  | Naples Napoli Championships (Italie)       | Tb | Ilie Năstase       | 6-1, 4-6, 6-4, 6-3      |
| 4 | 1970 | 21-27 septembre | Opatija International (Yougoslavie)        | ?  | Boro Jovanović     | 6-1, 6-4                |
| 5 | 1971 | 3-9 août        | Senigallia Marche Championships (Italie)   | Tb | Adriano Panatta    | 6-3, 7-5, 6-1           |
| 6 | 1971 | 17-23 août      | Grado Championships (Italie)               | Tb | Adriano Panatta    | 6-1, 6-0, 6-4           |
| 7 | 1972 | 17-23 avril     | Catane Championships (Italie)              | Tb | Paolo Bertolucci   | 6-4, 6-4, 7-6           |
| 8 | 1972 | 19-25 juin      | Cassel Hesse Championships (Allemagne)     | Tb | Wiesław Gąsiorek   | 6-3, 6-1                |

## Palmarès
- Internationaux de France : huitième de finale en 1964 et 1967 ; quart de finale en 1959, 1962 et 1970
- Tournoi de Wimbledon : finaliste en 1962
- Open d'Australie : demi-finaliste en 1964
- Tournoi de Hambourg : vainqueur en 1963
- Tournoi de Rome : vainqueur en 1963, 1965 et 1967
- Tournoi de Monte-Carlo : demi-finaliste en 1969